# The Weather Channel
The Weather Channel (aussi TWC) est un canal de nouvelles en continu présentant les conditions et la prévision météorologiques pour le public des États-Unis. Sa présence principale est à la télévision, par câble et satellite. Il fournissait également des interventions et des cartes pour les journaux, la radio et l'internet jusqu'à janvier 2016. TWC a établi également une filiale en Australie et est actionnaire minoritaire des chaînes sœurs MétéoMédia et The Weather Network au Canada.

## Histoire

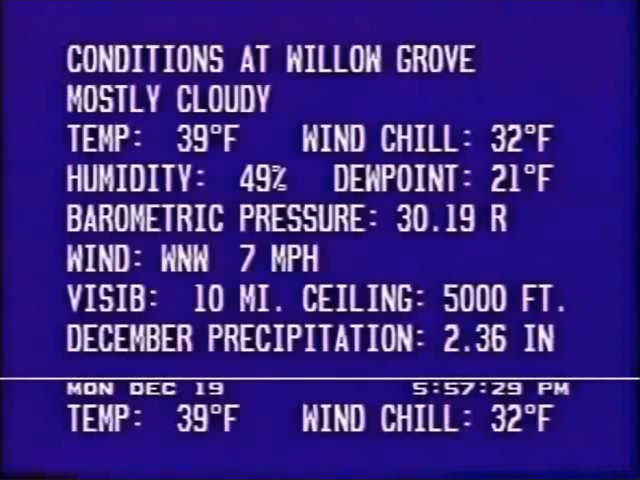
Prévisions locales vers 1987

C'est John Coleman, chef météorologiste d'une station de télévision de Chicago (poste WLS-TV) et plus tard du programme matinal national de ABC Good Morning America, qui proposa le projet à Frank Batten, le propriétaire d'un journal en Virginie. Ce dernier avait réalisé que plusieurs de ses lecteurs achetaient le
journal pour la prévision météo. Il sauta sur l'idée et après 10 mois pour trouver le financement et mettre sur pied l'infrastructure, The Weather Channel entra en onde le 2 mai 1982 à partir d'Atlanta (Géorgie).
Il fut le premier canal de télévision à diffuser les prévisions météorologiques 24 heures par jour. Malgré le scepticisme de plusieurs et quelques années difficiles, le canal météo est devenu un classique de la télévision américaine. Batten a écrit un livre sur son expérience appelé « The Weather Channel: The Improbable Rise of a Media Phenomenon » publié pour le vingtième anniversaire du canal en 2002.
Une version latin-américaine de la chaîne a existé de 1996 à 2002. À la fin janvier 2016, IBM s'est porté acquéreur des activités connexes, comme les pages internet et les données aux journaux. The Weather Channel s'est ainsi recentré sur la télédiffusion mais son nom demeurera sur les produits diffusés par IBM,.

## Fonctionnement

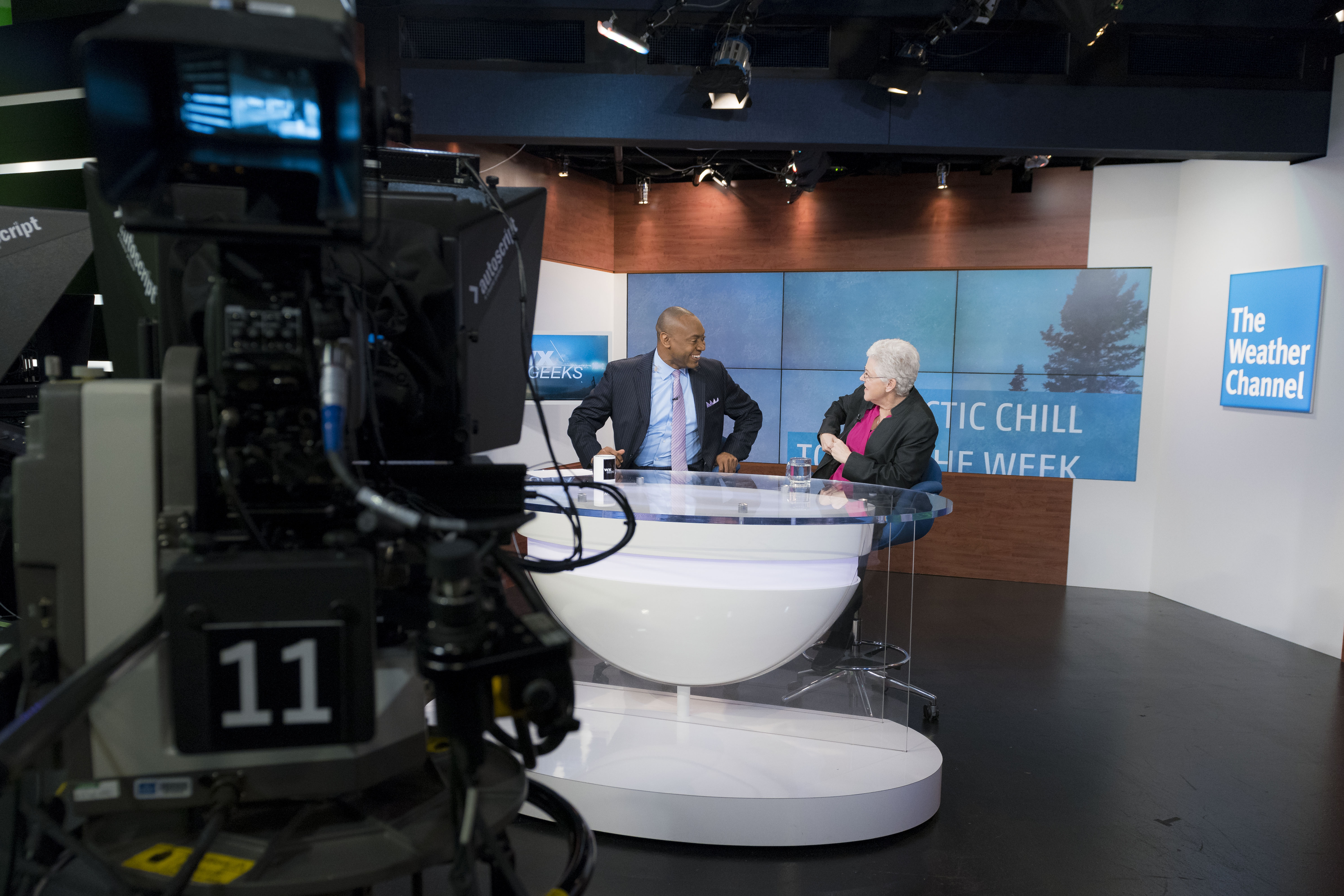
Plateau de TWC.

La programmation alterne entre une présentation de la part d'un animateur sur les conditions générales et un écran où défile la prévision pour la région de l'auditeur. TWC utilise un équipement spécialement développé pour eux qui insère les prévisions et les avertissements locaux dans la programmation. Le système original, WeatherStar, a été mis à jour et s'appelle maintenant IntelliStar. Les prévisions locales sont suivies par un résumé des prévisions nationales. TWC commença par utiliser les prévisions du National Weather Service, service météorologique national américain, mais a constitué un personnel de météorologues et depuis 2002 affiche ses propres prévisions à partir des modèles du NWS. Les avertissements météorologiques proviennent cependant du NWS, selon la loi américaine.
The Weather Channel fournit un service personnalisé sur internet basé sur la même technologie. TWC a apporté sa technologie à Météo-Média/The Weather Network au Canada ainsi qu'à sa filiale en Australie. TWC a essayé de mettre sur pied des filiales dans plusieurs autres pays mais n'a pas eu de succès. Le canal a dû se rabattre sur des sites internet au Brésil (Canal do Tempo), la France (Météo 123), l'Allemagne (Wetter 123) et la Royaume-Uni (Weather Channel).

## Services supplémentaires

### Local Now
Lancé le 31 mars 2016, il s'agit d'un service d'actualité locale 24 h / 24 qui fonctionne sur une rotation de 5 à 9 minutes pour donner les faits saillants de la météo, du trafic, des nouvelles et des résultats sportifs. Il ne comporte pas de publicité et sa programmation peut être interrompue pour fournir une couverture en direct des événements météorologiques significatifs. Le service n'a pas de présentateurs en ondes.

### Weatherscan
Lancé le 31 mars 1999 comme Weatherscan Local, il donnait originellement un segment météorologique local complet toutes les deux minutes. Par la suite, la chaîne a ajouté de nouveaux produits météorologiques pour de plus grandes zones (prévisions pour les aéroports, pour les capitales internationales, pour les voyageurs, etc.). En ce moment, il diffuse sans publicité et est dédié aux informations météorologiques locales 24/24h.